# りんご通信
りんご通信（りんごつうしん、英: Ringo Letter）は、日本の出版社・赤々舎が発行するタブロイド判の出版物である。編集長を髙橋健太郎、編集を姫野希美が手がけ、主に写真家や研究者らによるエッセイや写真作品を掲載している。

## 各号の内容

### 創刊号（2021年11月）
木村和平「わたしは道すがら1」

川崎祐「本と明け方1 ─ 共通の言葉を探す」

川瀬慈「イメージの還流」

髙橋健太郎「北海道から。沖縄から。1 ─ 北海道と髙橋家」

清水裕貴「Bar Landscape Vol.1 ─ 天より形を為して下す物」

姫野希美「坂川栄治さんとクレーム・ブリュレ」

### 第2号（2022年1月）
川崎祐「本と明け方2 ─ 錘としての疾しさ」

楠本亜紀「風景を手探る 第一回 はい、風景です。」

木村和平「わたしは道すがら2」

川瀬慈「虹の蛇」

上原沙也加「北海道から。沖縄から。2 ─ ついの住みか」

椿昌道「移動する写真集 ─ 台湾」

齋藤陽道「ホットブルー日記」

清水裕貴「Bar Landscape Vol.2 ─ 光のない部屋」

### 第3号（2022年3月）
齋藤陽道「ホットブルー日記」

戸田昌子「島村逢紅とストーブ」

清水裕貴「Bar Landscape Vol.3 ─ 葡萄は虹の夢を見る」

児玉浩宜「ウクライナ・チェルニフィツィ」

髙橋健太郎「北海道から。沖縄から。3 ─ 時の化石について」

川瀬慈「線の戯れ」

木村和平「わたしは道すがら 3」

青山勝「スケッチ帳とカメラ」

田凱「南多摩料理人の一品　ラム肉と刀削麺のごちゃ混ぜ焼き」

川崎祐「本と明け方 3 ─ 遠い連帯に向かって」

### 第4号（2022年7月）
児玉浩宜「ウクライナ・ハルキウ」

戸田昌子「岡村昭彦とトラピスト修道院」

上原沙也加 「北海道から。沖縄から。4 ─ 窓の向こうで」

木村和平「わたしは道すがら 4」

清水裕貴「Bar Landscape Vol.4 ─ あなたを思い出すための薬」

川崎祐「本と明け方 4 ─ 世界の輪郭と、想像のゆくえ」

齋藤陽道「ホットブルー日記」

田凱「南多摩料理人の一品　二品目 ・ 月牙餅」

川瀬慈「アビシニア高原、 1936年のあなたへ」

楠本亜紀「風景を手探る 第二回 偶然と必然」

### 第5号（2023年3月）
本吉映理「I am becoming」

清水裕貴「Bar Landscape Vol.5 ─ 血と星の儀式」

川瀬慈「影の飛翔」

夢無子「What is War？（ウクライナ日記）」

齋藤陽道「ホットブルー日記」

川崎祐「本と明け方5 ─ もうひとつの時間の蓄積」

木村和平「わたしは道すがら5」

戸田昌子「今井壽惠の『写真的抗議』」

髙橋健太郎「北海道から。沖縄から。5 ─ 眼の記憶」

### 第6号（2024年3月）
上原沙也加 「島のあかり 1 ─白い街へ」

堀井ヒロツグ「からだの波打ち際で」

清水裕貴「Bar Landscape Vol.6 ─忘れたよ」

齋藤陽道「ホットブルー日記」

大道優輝 「長崎雨情」

楠本亜紀 「風景を手探る 第3回「南方さん家の方へ」

本吉映理「 I am becoming 2」

木村和平「わたしは道すがら 6」